# Lista de episódios de Morangos com Açúcar
Aqui segue-se uma lista de episódios da série da TVI e da Prime Video, Morangos com Açúcar, criada por Maria João Mira e André Ramalho. Estreou a 23 de outubro de 2023. A série trata-se de uma continuação da novela juvenil Morangos com Açúcar (2003-12), que se passa no Colégio da Barra, uma escola secundária fictional e centra-se nos seus alunos e nos seus dramas pessoais e familiares, abordando também temas como a homossexualidade, o poliamor, a gordofobia, entre outros.

## Resumo
| Temporada | Temporada | Arco   | Episódios | Episódios | Originalmente exibido | Originalmente exibido   | Transmissão lusófona na Prime Video |
| Temporada | Temporada | Arco   | Episódios | Episódios | Estreia da temporada  | Final da temporada      | Transmissão lusófona na Prime Video |
| --------- | --------- | ------ | --------- | --------- | --------------------- | ----------------------- | ----------------------------------- |
|           | 1         | Arco 1 | 10        | 10        | 23 de outubro de 2023 | 24 de dezembro de 2023  | 23 de outubro de 2023               |
|           | 2         | Arco 1 | 10        | 10        | 1 de janeiro de 2024  | 26 de fevereiro de 2024 | 1 de janeiro de 2024                |
|           | 3         | Arco 1 | 10        | 10        | 1 de julho de 2024    | 2 de setembro de 2024   | 1 de julho de 2024                  |
|           | 4         | Arco 2 | 10        | 10        | 28 de outubro de 2024 | 30 de dezembro de 2024  | 28 de outubro de 2024               |
|           | 5         | Arco 2 | 10        | 10        | 27 de janeiro de 2025 | 31 de março de 2025     | 27 de janeiro de 2025               |
|           | 6         | Arco 2 | 10        | 10        | 30 de junho de 2025   | 1 de setembro de 2025   | 30 de junho de 2025                 |

## 1.º arco

Cartaz da 'temporada 1' da série.

Cartaz da 'temporada 2' da série.

Cartaz da 'temporada 3' da série.

A 6 de fevereiro de 2023, foi revelado pela TVI que estava em desenvolvimento um reboot da série de sucesso Morangos com Açúcar, em parceria com a Prime Video e produzida pela See My Dreams Productions, com a direção de Francisco Antunez. Criada por Maria João Mira e André Ramalho, teve as três primeiras temporadas focadas nos desportos surf e padel.
Com três temporadas de 10 episódios, que consistem no primeiro arco da história, as duas primeiras temporadas são focadas no período escolar e a terceira é focada nas férias escolares. A primeira temporada foi lançada a 23 de outubro de 2023. A segunda temporada foi lançada a 1 de janeiro de 2024. A terceira temporada foi lançada a 1 de julho de 2024.

### 1.ª temporada (2023)
| N.º na série | N.º na temp. | Título              | Dirigido por      | Escrito por                                  | Exibição na TVI        | Exibição na Prime Video | Audiências na TVI (milhões) |
| --- | ------------ | ------------------- | ----------------- | -------------------------------------------- | ---------------------- | ----------------------- | --------------------------- |
| 1 | 1            | "O Regresso"        | Francisco Antunez | Maria João Mira, André Ramalho e Juan Barros | 23 de outubro de 2023  | 23 de outubro de 2023   | 1.00                        |
| Na festa de abertura do ano lectivo no Colégio da Barra, uma aluna é vítima de bullying e desaparece.                                                            |              |                     |                   |                                              |                        |                         |                             |
| 2 | 2            | "Somos Todos Carol" | Francisco Antunez | Maria João Mira, André Ramalho e Juan Barros | 30 de outubro de 2023  | 23 de outubro de 2023   | 0.66                        |
| A investigação sobre o desaparecimento de Carol desvenda aspectos do seu passado e das suas relações com outros alunos que temem ver os seus segredos revelados. |              |                     |                   |                                              |                        |                         |                             |
| 3 | 3            | "Gatos e Bots"      | Francisco Antunez | Maria João Mira, André Ramalho e Juan Barros | 6 de novembro de 2023  | 23 de outubro de 2023   | 0.70                        |
| Gabi leva longe demais o esforço para se manter como influencer. No rescaldo de uma competição de surf, um suspeito do bullying é revelado.                      |              |                     |                   |                                              |                        |                         |                             |
| 4 | 4            | "Fast Forward"      | Francisco Antunez | Maria João Mira, André Ramalho e Juan Barros | 13 de novembro de 2023 | 23 de outubro de 2023   | 0.66                        |
| Miguel vê-se perante o dilema de denunciar alguém muito próximo. Um novo desaparecimento muda o curso da história e coloca Miguel e Olívia em campos opostos.    |              |                     |                   |                                              |                        |                         |                             |
| 5 | 5            | "O Termómetro"      | Francisco Antunez | Maria João Mira, André Ramalho e Juan Barros | 20 de novembro de 2023 | 23 de outubro de 2023   | 0.59                        |
| Enquanto os vários grupos musicais preparam os vídeos para o concurso, a competição torna-se renhida e Olívia comete um erro grave.                              |              |                     |                   |                                              |                        |                         |                             |
| 6 | 6            | "Drama Queen"       | Francisco Antunez | Maria João Mira, André Ramalho e Juan Barros | 27 de novembro de 2023 | 23 de outubro de 2023   | 0.68                        |
| O muito aguardado baile de máscaras da festa de anos de Gabi revela os seus traumas e termina em desastre.                                                       |              |                     |                   |                                              |                        |                         |                             |
| 7 | 7            | "Break Point"       | Francisco Antunez | Maria João Mira, André Ramalho e Juan Barros | 4 de dezembro de 2023  | 23 de outubro de 2023   | 0.65                        |
| A competitividade é levada ao extremo num torneio de padel, com consequências graves para um dos alunos. Olívia monta uma armadilha para apanhar o bully.        |              |                     |                   |                                              |                        |                         |                             |
| 8 | 8            | "O Desfile"         | Francisco Antunez | Maria João Mira, André Ramalho e Juan Barros | 11 de dezembro de 2023 | 23 de outubro de 2023   | 0.67                        |
| Um desfile de moda revela ligações até aí secretas. Santiago acredita que encontrou o responsável pelos desaparecimentos no colégio.                             |              |                     |                   |                                              |                        |                         |                             |
| 9 | 9            | "Não Passarão"      | Francisco Antunez | Maria João Mira, André Ramalho e Juan Barros | 18 de dezembro de 2023 | 23 de outubro de 2023   | 0.50                        |
| Um novo incidente com uma aluna leva a Comissão de Pais a exigir medidas restritivas no colégio, o que gera revolta entre os alunos.                             |              |                     |                   |                                              |                        |                         |                             |
| 10 | 10           | "O Último Podcast"  | Francisco Antunez | Maria João Mira, André Ramalho e Juan Barros | 24 de dezembro de 2023 | 23 de outubro de 2023   | 0.39                        |
| À medida que cresce o nervosismo sobre a insegurança no Colégio, revelações sobre o passado de Kika colocam-na debaixo dos holofotes. Mais um aluno desaparece.  |              |                     |                   |                                              |                        |                         |                             |

### 2.ª temporada (2024)
| N.º na série | N.º na temp. | Título                           | Dirigido por      | Escrito por                                  | Exibição na TVI         | Exibição na Prime Video | Audiências na TVI (milhões) |
| --- | ------------ | -------------------------------- | ----------------- | -------------------------------------------- | ----------------------- | ----------------------- | --------------------------- |
| 11 | 1            | "As Eleições"                    | Francisco Antunez | Maria João Mira, André Ramalho e Juan Barros | 1 de janeiro de 2024    | 1 de janeiro de 2024    | 0.47                        |
| Os alunos desencadeiam acções de protesto contra as novas medidas restritivas e organizam eleições para a associação de estudantes. O último desaparecimento leva a ansiedade ao limite.   |              |                                  |                   |                                              |                         |                         |                             |
| 12 | 2            | "Miss Fake"                      | Francisco Antunez | Maria João Mira, André Ramalho e Juan Barros | 1 de janeiro de 2024    | 1 de janeiro de 2024    | 0.56                        |
| Miguel persegue uma nova pista sobre os desaparecimentos. Os alunos organizam uma actividade de angariação de fundos para a viagem de finalistas, onde um segredo bem guardado é revelado. |              |                                  |                   |                                              |                         |                         |                             |
| 13 | 3            | "Links Perigosos"                | Francisco Antunez | Maria João Mira, André Ramalho e Juan Barros | 8 de janeiro de 2024    | 1 de janeiro de 2024    | 0.57                        |
| Um hacker rouba dinheiro das contas dos alunos. Novos dados sobre os desaparecimentos levam a uma descoberta inesperada.                                                                   |              |                                  |                   |                                              |                         |                         |                             |
| 14 | 4            | "A Matemática Seca-me o Cérebro" | Francisco Antunez | Maria João Mira, André Ramalho e Juan Barros | 15 de janeiro de 2024   | 1 de janeiro de 2024    | 0.43                        |
| Um temido teste de matemática põe tudo à prova. Miguel obtém informações sobre os desaparecimentos que o colocam em rota de colisão com a família.                                         |              |                                  |                   |                                              |                         |                         |                             |
| 15 | 5            | "Ruby Cringe"                    | Francisco Antunez | Maria João Mira, André Ramalho e Juan Barros | 22 de janeiro de 2024   | 1 de janeiro de 2024    | 0.54                        |
| Gabi vê-se no centro de uma conspiração para afastar a concorrência do concurso musical. Um dos alunos desaparecidos é encontrado.                                                         |              |                                  |                   |                                              |                         |                         |                             |
| 16 | 6            | "R.I.P. Gabi"                    | Francisco Antunez | Maria João Mira, André Ramalho e Juan Barros | 29 de janeiro de 2024   | 1 de janeiro de 2024    | 0.42                        |
| Ostracizada pelos amigos, Gabi faz uma fuga para a frente. As pistas dadas pelo aluno que foi encontrado colocam a Polícia muito perto do criminoso.                                       |              |                                  |                   |                                              |                         |                         |                             |
| 17 | 7            | "Karaoke"                        | Francisco Antunez | Maria João Mira, André Ramalho e Juan Barros | 5 de fevereiro de 2024  | 1 de janeiro de 2024    | 0.40                        |
| Os amigos de Olívia preparam-lhe uma festa de aniversário surpresa, mas as surpresas não acabam aí. A Polícia faz uma detenção.                                                            |              |                                  |                   |                                              |                         |                         |                             |
| 18 | 8            | "A Vingança Serve-se Com Sapos"  | Francisco Antunez | Maria João Mira, André Ramalho e Juan Barros | 12 de fevereiro de 2024 | 1 de janeiro de 2024    | 0.40                        |
| Um impostor é desmascarado, no Colégio. Olívia descobre que o seu irmão sabe mais sobre os desaparecimentos do que aquilo que contou.                                                      |              |                                  |                   |                                              |                         |                         |                             |
| 19 | 9            | "Zzzzzz…"                        | Francisco Antunez | Maria João Mira, André Ramalho e Juan Barros | 19 de fevereiro de 2024 | 1 de janeiro de 2024    | 0.32                        |
| Um último desaparecimento abala o Colégio e desencadeia revelações sobre os motivos. |              |                                  |                   |                                              |                         |                         |                             |
| 20 | 10           | "Desistir para Ganhar"           | Francisco Antunez | Maria João Mira, André Ramalho e Juan Barros | 26 de fevereiro de 2024 | 1 de janeiro de 2024    | 0.38                        |
| Chegou a final do concurso musical. Para uns, a vitória vale tudo. Para outros, não. |              |                                  |                   |                                              |                         |                         |                             |

### 3.ª temporada (2024)
| N.º na série | N.º na temp. | Título                      | Dirigido por      | Escrito por                                  | Exibição na TVI       | Exibição na Prime Video | Audiências na TVI (milhões) |
| --- | ------------ | --------------------------- | ----------------- | -------------------------------------------- | --------------------- | ----------------------- | --------------------------- |
| 21 | 1            | "Férias Grandes"            | Francisco Antunez | Maria João Mira, André Ramalho e Juan Barros | 1 de julho de 2024    | 1 de julho de 2024      | 0.35                        |
| O grupo do colégio prepara-se para entrar no curso de nadador-salvador. Soraia sofre um inexplicável acidente.                |              |                             |                   |                                              |                       |                         |                             |
| 22 | 2            | "Eu Sei o Que Fizeste"      | Francisco Antunez | Maria João Mira, André Ramalho e Juan Barros | 8 de julho de 2024    | 1 de julho de 2024      | ASD                         |
| Alguém na vila parece saber muito sobre o grupo do Colégio da Barra. Miguel é alvo das acusações, de uma personagem-mistério. |              |                             |                   |                                              |                       |                         |                             |
| 23 | 3            | "The All-seeing Eye"        | Francisco Antunez | Maria João Mira, André Ramalho e Juan Barros | 15 de julho de 2024   | 1 de julho de 2024      | 0.39                        |
| A misteriosa personagem da vila vigia Miguel e todos os outros com um drone. Gabi tem uma surpresa.                           |              |                             |                   |                                              |                       |                         |                             |
| 24 | 4            | "Voltem Para a Vossa Terra" | Francisco Antunez | Maria João Mira, André Ramalho e Juan Barros | 22 de julho de 2024   | 1 de julho de 2024      | 0.40                        |
| O grupo do colégio choca com os amigos de Olívia. As acusações contra Miguel provocam estragos na relação dos dois.           |              |                             |                   |                                              |                       |                         |                             |
| 25 | 5            | "A Viagem de Finalistas"    | Francisco Antunez | Maria João Mira, André Ramalho e Juan Barros | 29 de julho de 2024   | 1 de julho de 2024      | ASD                         |
| Um grupo de finalistas causa o caos no resort. Gabi é atacada.                                                                |              |                             |                   |                                              |                       |                         |                             |
| 26 | 6            | "Revelações"                | Francisco Antunez | Maria João Mira, André Ramalho e Juan Barros | 5 de agosto de 2024   | 1 de julho de 2024      | ASD                         |
| Enquanto se revelam segredos sobre os acontecimentos do ano lectivo, o grupo divide-se.                                       |              |                             |                   |                                              |                       |                         |                             |
| 27 | 7            | "Olívia e Lucas"            | Francisco Antunez | Maria João Mira, André Ramalho e Juan Barros | 12 de agosto de 2024  | 1 de julho de 2024      | 0.37                        |
| Olívia e Lucas reatam a amizade antiga. Os amigos investigam o ataque a Gabi. Zé Maria testemunha um encontro inesperado.     |              |                             |                   |                                              |                       |                         |                             |
| 28 | 8            | "Paintball"                 | Francisco Antunez | Maria João Mira, André Ramalho e Juan Barros | 19 de agosto de 2024  | 1 de julho de 2024      | ASD                         |
| Samuel faz uma descoberta. O conflito entre o grupo do colégio e os amigos de Olívia agrava-se, durante um jogo de paintball. |              |                             |                   |                                              |                       |                         |                             |
| 29 | 9            | "As Confissões de Carol"    | Francisco Antunez | Maria João Mira, André Ramalho e Juan Barros | 26 de agosto de 2024  | 1 de julho de 2024      | ASD                         |
| Enquanto um novo vídeo de Carol traz revelações surpreendentes, Olívia e Samuel sofrem um acidente.                           |              |                             |                   |                                              |                       |                         |                             |
| 30 | 10           | "O Desfecho"                | Francisco Antunez | Maria João Mira, André Ramalho e Juan Barros | 2 de setembro de 2024 | 1 de julho de 2024      | 0.33                        |
| À medida que todos descobrem a verdade sobre a personagem misteriosa, Gabi luta para que não seja tarde demais.               |              |                             |                   |                                              |                       |                         |                             |

## 2.º arco

Cartaz da 'temporada 4' da série.

Cartaz da 'temporada 5' da série.

Cartaz da 'temporada 6' da série.

Um segundo arco da história foi confirmado a 12 de dezembro de 2023, contando com mais três temporadas com 10 episódios cada e com o mesmo modelo do primeiro arco (duas temporadas do ano letivo escolar + uma de férias escolares). O tema do arco são as artes cénicas (como o canto, dança e dramaturgia). A quarta temporada foi lançada a 28 de outubro de 2024. A quinta temporada foi lançada a 27 de janeiro de 2025. A 30 de janeiro de 2025, foi revelado que a série seria cancelada devido ao seu fracasso audiométrico, sendo a sexta temporada a sua última temporada. A sexta temporada foi lançada a 30 de junho de 2025. A série terá o seu último episódio emitido na TVI a 1 de setembro de 2025.

### 4.ª temporada (2024)
| N.º na série | N.º na temp. | Título                 | Dirigido por      | Escrito por                                  | Exibição na TVI        | Exibição na Prime Video | Audiências na TVI (milhões) |
| --- | ------------ | ---------------------- | ----------------- | -------------------------------------------- | ---------------------- | ----------------------- | --------------------------- |
| 31 | 1            | "As Audições"          | Francisco Antunez | Maria João Mira, André Ramalho e Juan Barros | 28 de outubro de 2024  | 28 de outubro de 2024   | ASD                         |
| O novo departamento de artes performativas do Colégio (CARPE) abre as portas de uma carreira artística. Mas para Leo, Ricardo e Ema, as oportunidades não são iguais. |              |                        |                   |                                              |                        |                         |                             |
| 32 | 2            | "A Acusação"           | Francisco Antunez | Maria João Mira, André Ramalho e Juan Barros | 4 de novembro de 2024  | 28 de outubro de 2024   | ASD                         |
| Durante uma festa com alunos do colégio, Ema é alvo de assédio, mas recusa-se a identificar o colega. Ricardo sofre um acidente.                                      |              |                        |                   |                                              |                        |                         |                             |
| 33 | 3            | "Greve de Sexo"        | Francisco Antunez | Maria João Mira, André Ramalho e Juan Barros | 11 de novembro de 2024 | 28 de outubro de 2024   | ASD                         |
| Como forma de protesto contra o assédio, as alunas fazem greve de sexo. Leo não se lembra da noite do acidente de Ricardo.                                            |              |                        |                   |                                              |                        |                         |                             |
| 34 | 4            | "Black Out"            | Francisco Antunez | Maria João Mira, André Ramalho e Juan Barros | 18 de novembro de 2024 | 28 de outubro de 2024   | ASD                         |
| Ricardo, em coma, é denunciado por um justiceiro anónimo. Uma ladra no colégio é apanhada.                                                                            |              |                        |                   |                                              |                        |                         |                             |
| 35 | 5            | "O Cerco"              | Francisco Antunez | Maria João Mira, André Ramalho e Juan Barros | 25 de novembro de 2024 | 28 de outubro de 2024   | ASD                         |
| Um aluno alérgico a literatura inscreve-se no clube de leitura do Colégio “O Booktok da Barra”. Leo ultrapassa o blackout e lembra-se do acidente de Ricardo.         |              |                        |                   |                                              |                        |                         |                             |
| 36 | 6            | "A Reunião"            | Francisco Antunez | Maria João Mira, André Ramalho e Juan Barros | 2 de dezembro de 2024  | 28 de outubro de 2024   | ASD                         |
| Antigos e novos alunos reúnem-se no aniversário do Fred. Surgem evidências de que Ricardo assediou a Ema na festa.                                                    |              |                        |                   |                                              |                        |                         |                             |
| 37 | 7            | "Vale Tudo"            | Francisco Antunez | Maria João Mira, André Ramalho e Juan Barros | 9 de dezembro de 2024  | 28 de outubro de 2024   | ASD                         |
| Um aluno vê exposto o seu segredo mais bem guardado: Ele é virgem. Leo agride um colega misógino e é suspenso do colégio.                                             |              |                        |                   |                                              |                        |                         |                             |
| 38 | 8            | "O Bingo da Confiança" | Francisco Antunez | Maria João Mira, André Ramalho e Juan Barros | 16 de dezembro de 2024 | 28 de outubro de 2024   | ASD                         |
| Um aluno compõe uma música romântica dedicada à directora do colégio, que vai parar ao e-mail errado. Ricardo recupera do coma e é interrogado pela Polícia.          |              |                        |                   |                                              |                        |                         |                             |
| 39 | 9            | "A Revelação"          | Francisco Antunez | Maria João Mira, André Ramalho e Juan Barros | 23 de dezembro de 2024 | 28 de outubro de 2024   | ASD                         |
| Um aluno do colégio é alvo de uma burla online. Ricardo revela que foi um colega quem o atropelou.                                                                    |              |                        |                   |                                              |                        |                         |                             |
| 40 | 10           | "Origâmi"              | Francisco Antunez | Maria João Mira, André Ramalho e Juan Barros | 30 de dezembro de 2024 | 28 de outubro de 2024   | ASD                         |
| O culpado pelo assédio, qua também atropelou Ricardo, é castigado. Porém, uma pessoa sabe que as coisas não aconteceram bem assim.                                    |              |                        |                   |                                              |                        |                         |                             |

### 5.ª temporada (2025)
| N.º na série | N.º na temp. | Título                  | Dirigido por      | Escrito por                                  | Exibição na TVI         | Exibição na Prime Video | Audiências na TVI (milhões) |
| --- | ------------ | ----------------------- | ----------------- | -------------------------------------------- | ----------------------- | ----------------------- | --------------------------- |
| 41 | 1            | "Vida Normal"           | Francisco Antunez | Maria João Mira, André Ramalho e Juan Barros | 27 de janeiro de 2025   | 27 de janeiro de 2025   | ASD                         |
| Ema recebe alta do Hospital e tem uma surpresa chocante. Ricardo volta à escola, mas não consegue lidar com as limitações físicas. Afastada pelos colegas, Mónica aceita a solidariedade inocente de Tadeu. Alex, que finalmente conseguiu andar com Inês, têm um encontro indesejado. Sancho descobriu um empolgante romance online. |              |                         |                   |                                              |                         |                         |                             |
| 42 | 2            | "A Guerra dos Podcasts" | Francisco Antunez | Maria João Mira, André Ramalho e Juan Barros | 3 de fevereiro de 2025  | 27 de janeiro de 2025   | ASD                         |
| Um podcast anónimo no Colégio expõe segredos de Kika que cai em desgraça. Alex aparece espancado mas não denuncia o agressor. Zé Milho anuncia um espectáculo de final de curso onde só entrarão os melhores.. Um boato sobre Guga deixa-o numa posição embaraçosa. Um novo romance surge no colégio.                                 |              |                         |                   |                                              |                         |                         |                             |
| 43 | 3            | "O Acidente"            | Francisco Antunez | Maria João Mira, André Ramalho e Juan Barros | 10 de fevereiro de 2025 | 27 de janeiro de 2025   | ASD                         |
| Kika investiga o autor do poscast anónimo. Guga contraataca e Daniela cai em desgraça. Madalena resiste à atracção que sente por um aluno e pensa em abandonar o colégio. Tadeu descobre o segredo de Madalena e revela-o a Crómio. Leo tenta salvar Tozé de um sarilho em que este se meteu, mas tudo corre mal.                     |              |                         |                   |                                              |                         |                         |                             |
| 44 | 4            | "A Mensagem Anónima"    | Francisco Antunez | Maria João Mira, André Ramalho e Juan Barros | 17 de fevereiro de 2025 | 27 de janeiro de 2025   | ASD                         |
| Ricardo livra Leo de um problema com a Polícia. Crómio exige a demissão de Madalena e Tadeu manobra para ser nomeado director do colégio. Sancho ajuda a sua nova amiga online, sem suspeitar da sua verdadeira identidade. Alex é assediado por uma nova aluna. Mariana tem dúvidas sobre os sentimentos de Harry.                   |              |                         |                   |                                              |                         |                         |                             |
| 45 | 5            | "Morangos Azedos"       | Francisco Antunez | Maria João Mira, André Ramalho e Juan Barros | 24 de fevereiro de 2025 | 27 de janeiro de 2025   | ASD                         |
| Madalena recebe uma mensagem anónima sobre o o agressor sexual no colégio. Mónica pede a ajuda de Tadeu para entrar no espectáculo de dança do CARPE. Tadeu acusa Ema de o ter denunciado. Sancho marca um encontro com a sua nova amiga online. Leo e Kika zangam-se. Harry cai numa armadilha.                                      |              |                         |                   |                                              |                         |                         |                             |
| 46 | 6            | "A Usurpadora"          | Francisco Antunez | Maria João Mira, André Ramalho e Juan Barros | 3 de março de 2025      | 27 de janeiro de 2025   | ASD                         |
| Ema e a sua mãe tentam descartar um problema. Madalena investiga o possível agressor do colégio. Tadeu não aparece no colégio. Mónica é cancelada e contraataca. Harry esconde uma tatuagem embaraçosa. Sancho descobre que foi burlado por Lucy. Alex é acusado de objectificação das mulheres.                                      |              |                         |                   |                                              |                         |                         |                             |
| 47 | 7            | "Psycho Tadeu"          | Francisco Antunez | Maria João Mira, André Ramalho e Juan Barros | 10 de março de 2025     | 27 de janeiro de 2025   | ASD                         |
| O autor do podcast anónimo é desmascarado. Madalena suspeita de que Ema mentiu sobre o agressor. Tadeu reaparece no colégio com uma acusação inesperada. Lucy cai na sua própria armadilha. Kika apoia Ricardo na sua recuperação. Daniela tenta declarar-se a Guga.                                                                  |              |                         |                   |                                              |                         |                         |                             |
| 48 | 8            | "O Fim do Carpe"        | Francisco Antunez | Maria João Mira, André Ramalho e Juan Barros | 17 de março de 2025     | 27 de janeiro de 2025   | ASD                         |
| Madalena, envolvida num escândalo, deixa o colégio. Ostracizada, Mónica procura o apoio de Tadeu. Harry promove a carreira de Mariana. Ricardo isola-se dos colegas e rejeita o seu apoio. Leo descobre que o irmão se envolveu mais uma vez em actividades ilegais. Tadeu vai acabar com o CARPE.                                    |              |                         |                   |                                              |                         |                         |                             |
| 49 | 9            | "A Armadilha"           | Francisco Antunez | Maria João Mira, André Ramalho e Juan Barros | 24 de março de 2025     | 27 de janeiro de 2025   | ASD                         |
| Ema impede uma nova agressão a uma aluna e quer denunciar Tadeu. Madalena e Crómio investigam Tadeu. Lucy é desmascarada. Kika incentiva Ricardo a participar no ultimo espectáculo do CARPE. Nico tem um plano para assumir a relação com Madalena.                                                                                  |              |                         |                   |                                              |                         |                         |                             |
| 50 | 10           | "O Vídeoclip"           | Francisco Antunez | Maria João Mira, André Ramalho e Juan Barros | 31 de março de 2025     | 27 de janeiro de 2025   | ASD                         |
| Kika e Ricardo lutam contra o tempo para salvarem Ema que caiu numa armadilha. Madalena assuma a relação com Nico mas sofre um acidente. O espectáculo final do CARPE reune todos os alunos e é um sucesso. |              |                         |                   |                                              |                         |                         |                             |

### 6.ª temporada (2025)
| N.º na série | N.º na temp. | Título                        | Dirigido por      | Escrito por                                  | Exibição na TVI       | Exibição na Prime Video | Audiências na TVI (milhões) |
| --- | ------------ | ----------------------------- | ----------------- | -------------------------------------------- | --------------------- | ----------------------- | --------------------------- |
| 51 | 1            | "Férias Alternativas"         | Francisco Antunez | Maria João Mira, André Ramalho e Juan Barros | 30 de junho de 2025   | 30 de junho de 2025     | ASD                         |
| Leo, Kika, e os alunos do Colégio da Barra passam férias de Verão numa quinta em Albufeira, gerida por Apolo, um guru da vida alternativa. Na quinta, Leo tem alguns reencontros inesperados. |              |                               |                   |                                              |                       |                         |                             |
| 52 | 2            | "Reencontros Inesperados"     | Francisco Antunez | Maria João Mira, André Ramalho e Juan Barros | 7 de julho de 2025    | 30 de junho de 2025     | ASD                         |
| Ema tem uma ligação especial a Apolo, o dono da quinta. O reencontro de Leo e Ema não corre como seria de esperar. Os jovens suspeitam de actividades ilegais na quinta. Diogo aparece em Albufeira para agitar as águas e sofre um acidente de mergulho.                                                    |              |                               |                   |                                              |                       |                         |                             |
| 53 | 3            | "Um Acidente Suspeito"        | Francisco Antunez | Maria João Mira, André Ramalho e Juan Barros | 14 de julho de 2025   | 30 de junho de 2025     | ASD                         |
| Ricardo é acusado de ter provocado o acidente de Diogo. Alex ganha duas novas fãs e abraça o mundo das influencers digitais. Guga tem um plano para fazer ciúmes a Daniela. Mónica descobre novas inclinações sexuais. Leo investiga actividades suspeitas na quinta que envolvem Apolo e o seu irmão, Tozé. |              |                               |                   |                                              |                       |                         |                             |
| 54 | 4            | "A Surpresa Que Ninguém Quer" | Francisco Antunez | Maria João Mira, André Ramalho e Juan Barros | 21 de julho de 2025   | 30 de junho de 2025     | ASD                         |
| Ricardo, diminuído fisicamente, não assume uma relação com Kika e é vítima de bullying. Leo não resiste a reaproximar-se de Ema, quando recebe uma notícia demolidora. Apolo e Tozé caem nas mãos de uma organização criminosa a quem devem dinheiro.                                                        |              |                               |                   |                                              |                       |                         |                             |
| 55 | 5            | "O Elo Mais Fraco"            | Francisco Antunez | Maria João Mira, André Ramalho e Juan Barros | 28 de julho de 2025   | 30 de junho de 2025     | ASD                         |
| Ema decide esquecer Leo que continua a namorar com Vicky. Daniela e Mónica tentam impedir a noite romântica de Guga e de Lucy. Apolo abandona os amigos à sua sorte e desaparece de circulação. A organização criminosa sequestra Ricardo e usa-o como moeda de troca para pressionar Apolo.                 |              |                               |                   |                                              |                       |                         |                             |
| 56 | 6            | "A Fuga"                      | Francisco Antunez | Maria João Mira, André Ramalho e Juan Barros | 4 de agosto de 2025   | 30 de junho de 2025     | ASD                         |
| Os jovens colaboram com os raptores mas são traídos. Ema procura Apolo, convencida de que consegue trazê-lo de volta. Alex e Guga têm um plano para desmascarar os autores do bullying a Ricardo. |              |                               |                   |                                              |                       |                         |                             |
| 57 | 7            | "A Traição"                   | Francisco Antunez | Maria João Mira, André Ramalho e Juan Barros | 11 de agosto de 2025  | 30 de junho de 2025     | ASD                         |
| Leo apercebe-se de que foi enganado por Vicky. Diogo e Alex entram em conflito por causa de Inês. Diogo revela o seu lado mais negro e acaba por ser ostracizado. Apolo trai toda a gente. |              |                               |                   |                                              |                       |                         |                             |
| 58 | 8            | "Planos Radicais"             | Francisco Antunez | Maria João Mira, André Ramalho e Juan Barros | 18 de agosto de 2025  | 30 de junho de 2025     | ASD                         |
| Ema tenta convencer Apolo a colaborar, para salvarem Ricardo. Lucy tem um plano para afastar Daniela em definitivo. Alex tem um choque de realidade e resigna-se a ser só um sex god. |              |                               |                   |                                              |                       |                         |                             |
| 59 | 9            | "A Queda do Ídolo"            | Francisco Antunez | Maria João Mira, André Ramalho e Juan Barros | 25 de agosto de 2025  | 30 de junho de 2025     | ASD                         |
| Os jovens colaboram com a Polícia para salvarem Ricardo. Lucy é vítima de uma armadilha. Inês toma uma decisão difícil. Nico prepara uma surpresa a Mariana que é mal compreendida. |              |                               |                   |                                              |                       |                         |                             |
| 60 | 10           | "Decisões Difíceis"           | Francisco Antunez | Maria João Mira, André Ramalho e Juan Barros | 1 de setembro de 2025 | 30 de junho de 2025     | ASD                         |
| Ricardo e Kika têm uma decisão difícil para tomar. Alex recebe uma proposta irrecusável. Daniela decide ser Lucy por um dia, para conquistar Guga. Leo percebe por fim o que ligava Ema a Apolo. |              |                               |                   |                                              |                       |                         |                             |